# Ахмед Раза Хан Барелви
Ахме́д Раза́ Хан Барелви́ (урду احمد رضا خان بریلوی‎, 1856—1921) — исламский богослов из Британской Индии, поэт, основатель возрожденческого движения Барелви.

## Биография
Ахмед Раза Хан родился в городе Барели в 1856 году. Его отец — Наки Али Хан был мусульманским богословом. Его предки были пуштунами, которые переселились в Индию из Кандагара во времена Империи Великих Моголов.
Помимо своего отца, Ахмед Раза Хан обучался у Шах Ал-и Расула Марехрави, Хусейна ибн Салиха, Абдул-Хусейна Ахмеда ан-Нури и Абд-аль-Али Рампури. В 22 года он стал мюридом Шах Ал-и Расула, затем был назначен им своим преемником (халифа). Необычайная способность к запоминанию текстов позволила ему стать одним из лучших правоведов (факих) своего времени. Всего он является автором 16 книг, а также ряда стихотворений на языке урду. Ахмед Раза Хан вступил в полемику с представителями различных мусульманских течений Индийского субконтинента и публиковал фетвы с опровержением Саид Ахмад-хана из Алигарха, шиитов, ахль аль-хадис, Надватул-Улама и деобандитов.